# Turridrupa
Turridrupa là một chi ốc biển, là động vật thân mềm chân bụng sống ở biển trong họ Turridae.

## Các loài
Các loài thuộc chi Turridrupa bao gồm:
- Turridrupa acutigemmata (E.A. Smith, 1877)[3]
- Turridrupa albofasciata (Smith E. A., 1877)[4]
- Turridrupa armillata (Reeve, 1845)[5]
- Turridrupa astricta (Reeve, 1843)[6]
- Turridrupa bijubata (Reeve, 1843)[7]
- Turridrupa cerithina (Anton, 1838)[8]
- Turridrupa cincta (Lamarck, 1822)[9]
- Turridrupa deceptrix Hedley, 1922[10]
- Turridrupa diffusa Powell, 1967[11]
- Turridrupa fastosa (Hedley, 1907)[12]
- Turridrupa gatchensis (Hervier, 1896)[13]
- Turridrupa jubata (Reeve, 1843)[14]
- Turridrupa nagasakiensis (Smith E. A., 1879)[15]
- Turridrupa pertinax Hedley, 1922[16]
- Turridrupa prestoni Powell, 1967[17]
- Turridrupa weaveri Powell, 1967[18]